# فرانک جفریس
فرانک جفریس (به انگلیسی: Frank Jefferis) بازیکن فوتبال زادهٔ ۳ ژوئیه ۱۸۸۴ اهل کشور انگلستان که سابقهٔ بازی در تیم ملی فوتبال انگلستان را در کارنامهٔ خود دارد. وی در تاریخ ۱۱ مارس ۱۹۱۲ نخستین بازی ملی خود را در مقابل تیم ملی فوتبال ولز انجام داد و با حضور در ۲ بازی ملی، در تاریخ ۲۳ مارس ۱۹۱۲ واپسین بازی ملی‌اش را در برابر تیم ملی فوتبال اسکاتلند برگزار کرد.